# ロコモ
ロコモ株式会社は、カンボジアの日系企業、（コンサルタント、旅行会社、商社、広告代理店、番組コーディネーター）である。

## 歴史・概要
1996年に、小市琢磨が中心となって設立した。

## コンサルテーション事業部
40社を超える日本企業と基本コンサルテーション契約を結んでいる日系最大手。法務・労務・税務を中心としたカンボジアにおけるコンサルテーション業務と、事業・投資の立ち上げにおけるトータルサポートを提供している。

## メディア事業部
2006年よりメディア事業部として分社化し、在日カンボジア人スタッフを中心に運営されている。テレビ番組や雑誌、CM等のコーディネーション・通訳だけでなく、自社での広告企画等も手がけている。

### 主なコーディネーション番組

#### テレビ
- 世界ウルルン滞在記"ルネサンス"（毎日放送）

#### CF/CM
- 日立グループCF・つくろう(2006）
- 三菱UFJフィナンシャルグループ(2007)
- ヤマハ・Mio(2007)
- ヤマハ・Fino(2007)